# Свети Георги (Смедерево)
„Свети Георги“ (на сръбски: Црква Светог великомученика Георгија) е възрожденска православна църква в град Смедерево, Сърбия. Част е от Браничевската епархия на Сръбската православна църква.

## История
Църквата е дело на видния български дебърски майстор строител Андрей Дамянов, построена е в периода 1850 - 1854 година. Фасадата на църквата се отличава с богата пластична декорация. В архитектурно отношение е комбинация от триконхална църква с вписан кръст с пет купола и трикорабна базилика.
По време на Първата световна война храмът пострадва тежко като оригиналният иконостас е разрушен напълно. Работите по възстановяването след това продължават до 1937 година.
- Вътрешността на храма
- Църквата на картичка от XIX век